# 桑塔省

桑塔省沙漠景观

桑塔省是秘鲁安卡什地区的二十几个省市之一。 桑塔省的城市和港口均位于河流和肥沃的山谷附近。这些平原山谷广泛种植棉花，大米，糖和营养产品。桑塔省的城市是安卡什海岸的第一个殖民城市。
桑塔省于1821年2月12日创建。它的首府是钦博特，很久以前，成为世界第一渔港，是安卡什的沿海地带的最重要的城市。